# Сіборгій
Сіборгій або сіборґій (Sg) — хімічний елемент з атомним номером 106, названий на честь амер. фізика Гленна Сіборга. До отримання офіційної назви був відомий як ека-вольфрам та уннілгексій. 
Масове число найбільш довгоживучого з відомих ізотопів становить 271, його період напіврозпаду близько 2 хвилин. 

## Відомі ізотопи
| Ізотоп | Маса | Період напіврозпаду | Тип розпаду                                 |
| ------ | ---- | ------------------- | ------------------------------------------- |
| 258Sg  | 258  | 2,9+1,3−0,7 мс      | спонтанний поділ                            |
| 259Sg  | 259  | 0,48+0,28−0,13 с    | α-розпад в 255Rf (90 %); спонтанний поділ   |
| 260Sg  | 260  | 3,6±0,9 мс          | α-розпад в 256Rf; спонтанний поділ          |
| 261Sg  | 261  | 0,23±0,06 с         | α-розпад в 257Rf                            |
| 262Sg  | 262  | 6,9+3,8−1,8 мс      | спонтанний поділ; α-розпад в 258Rf (< 22 %) |
| 263Sg  | 263  | 1,0±0,2 с           | α-розпад в 259Rf; спонтанний поділ (< 30 %) |
| 264Sg  | 264  | 37+12−11 мс         | спонтанний поділ                            |
| 265Sg  | 265  | 8±3 с               | спонтанний поділ; α-розпад в 261Rf          |
| 266Sg  | 266  | 21+20−12 с          | спонтанний поділ; α-розпад в 262Rf          |
| 271Sg  | 271  | 2,4+4,3−1,0 хв      | α-розпад в 267Rf; спонтанний поділ          |

## Історія
Елемент відкритий у 1974 році у ядерних дослідницьких центрах в Радянському Союзі та Сполучених Штатах Америки.
У Радянському Союзі (ОІЯД, Дубна) отриманий при обстрілюванні ядер свинцю-208 ядрами хрому-54:
{\displaystyle \mathrm {^{208}_{\ 82}Pb\;+\;_{24}^{54}Cr\;\;{\xrightarrow {\;}}\;_{106}^{261}Sg\;+\;_{0}^{1}n} }
а у США групою Альберта Ґіорсо та Ґленна Теодора Сіборґа при обстрілюванні ядер каліфорнію-249 ядрами кисню-18:
{\displaystyle \mathrm {^{249}_{\ 98}Cf\;+\;_{\ 8}^{18}O\;\;{\xrightarrow {\;}}\;_{106}^{263}Sg\;+\;4\;_{0}^{1}n} }